# Navteq
Navteq era una società fondata nel 1985 con sede a Chicago, nell'Illinois, che produceva sistemi informativi geografici (GIS) usando un'ampia gamma di applicazioni, inclusi navigatori satellitari e applicazioni basate sulla rete internet, come Google Maps, Yahoo! Maps e Mapquest. Tra i suoi maggiori clienti figurano anche BMW, Citroën, Chrysler, Garmin, Becker e Navigon.
Era la principale concorrente della compagnia olandese Tele Atlas.
Flight Simulator X  di Microsoft usava Navteq per la rilevazione automatica del terreno.
Nel 2007 Navteq acquista Map Network, il più grande fornitore di mappe per il turismo statunitense.
Il 1º ottobre 2007 viene annunciata la vendita di Navteq a Nokia. Nel luglio del 2008 l'antitrust statunitense avalla l'acquisizione, Nokia per 8,1 miliardi di dollari ingloba Navteq all'interno del suo gruppo.
Nel 2012 Navteq è confluita nel nuovo brand di Nokia chiamato HERE.